# Rimbachia furfuracea
Rimbachia furfuracea är en svampart som först beskrevs av Petch, och fick sitt nu gällande namn av Redhead 1984. Rimbachia furfuracea ingår i släktet Rimbachia och familjen Tricholomataceae.   Inga underarter finns listade i Catalogue of Life.